# Brezik (Prnjavor)
Brezik (szerbül: Брезик), település Bosznia-Hercegovinában, a Bosanska Krajina és a Bosanska Posavina közötti átmeneti területen, Prnjavor község területén, a Szerb Köztársaságban. 

## Fekvése
Bosznia-Hercegovina északi részén, Banja Lukától légvonalban 31, közúton 51 km-re keletre, községközpontjától légvonalban 6, közúton 8 km-re délnyugatra fekvő dombvidéken, 212-319 méteres tengerszint feletti magasságban található. 

## Népessége
| Nemzetiségi csoport | Népesség 1991 | Népesség 2013 |
| ------------------- | ------------- | ------------- |
| Szerb               | 186           | 115           |
| Bosnyák             | 91            | 2             |
| Horvát              | 0             | 0             |
| Jugoszláv           | 0             | 0             |
| Egyéb               | 27            | 11            |
| Összesen            | 304           | 128           |

## Története
A térség 1878-ig tartozott az Oszmán Birodalomhoz, ekkor a berlini kongresszus határozata alapján az Osztrák-Magyar Monarchia része lett. 1879-ben az első osztrák-magyar népszámlálás során a Prnjavori járáshoz tartozó településnek 9 háztartása és 59 ortodox lakosa volt. 1889-től az osztrák uralom, alá került Dél-Lengyelországból és Nyugat-Galíciából számos lengyel és ukrán család települt be a faluba. A jobbágyok helyzete Lengyelországban, különösen Krakkó környékén nagyon nehéz volt. Amikor az osztrák hatóságok felhívást küldtek, hogy ha a lengyelek Boszniába akarnak menni, ingyen földet kaphatnak, a lengyel jobbágyok küldöttségüket Boszniába küldték. Amikor a delegáció jó hírekkel tért vissza, egyre többen jelentkeztek, hogy Boszniába települnek. Galícia ugyancsak Ausztria fennhatósága alá tartozott, onnan görög katolikus ukránok (ruszinok) vándoroltak be Bosznia-Hercegovinába. Bár termőföldet ígértek nekik, a korábban beköltözött lakosok által elfoglalt termőföld híján az ukránok többnyire megművelhetetlen területekre települtek.
1910-ben a Prnjavori járáshoz tartozó településen 29 háztartást, 91 ortodox, 59 görög katolikus, 13 római katolikus és 1 muszlim lakost találtak. A monarchia szétesésével 1918-ban előbb a Szerb-Horvát-Szlovén Királyság, majd 1929-től a Jugoszláv Királyság része. 1921-ben a községnek 45 háztartása és 193 lakosa volt. Az 1929-es törvény értelmében, amikor Bosznia-Hercegovinát négy banovinára, Drinskára, Vrbaskára, Zetskára és Primorskára osztották, a település a Vrbaska banovina része lett, amelynek székhelye Banja Luka volt Jugoszlávia megszállása után a Független Horvát Állam (NDH) része lett. A második világháború után a település a szocialista Jugoszláviához tartozott. A háború után a lengyel lakosság visszatelepült Lengyelországba, míg az ukránok nagy része a Vajdaság és Szlavónia nagyobb településeire költözött. 2013-ban Breziken mindössze 10 ukrán élt. A daytoni békeszerződést követő területfelosztásnál a település Prnjavor község részeként a Szerb Köztársaság területéhez került. 

## Nevezetességei
A faluban 1986-ban épült a mai Keresztelő Szent János görög katolikus kápolna. A 20. század elején fatemplom épült itt. Ennek a templomnak a helyén épült egy második, majd 1940-ben egy harmadik. A kápolna egyszerű építésű, téglalap alaprajzú, alacsonyabb, kiemelkedő bejárattal, nyeregtetővel fedett, amelyből egy piramis alakú toronysisakkal ellátott torony emelkedik ki. A falak díszítetlenek, vakoltak és fehérre festettek.